# WLKM加特林重機槍
WLKM “Szafir ”（Szafir，意為：蓝宝石）是一款由波兰機械設備的研究和發展中心（簡稱：OBRSM塔爾努夫公司）製造的車載4槍管加特林式重机枪，於2014年國際國防工業展（MSPO 2014）上首次展出，發射12.7×99毫米（.50 BMG）北約口徑制式步枪子彈。

## 設計細節
OBRSM公司研製的WLKM採用4根槍管結構，每根槍管均具有自身的自動機系統，這些槍管及自動機系統均勻分佈地安裝在由外能源（直流电动机）驅動的旋转体上。接通外能源，旋轉體帶動槍管旋轉，每根槍管依次完成推彈入膛、閉鎖、擊發、退殼、拋殼等動作，即每根槍管依次發射。
WLKM主要裝備於各種車輛、艦船和直升機（例如W-3PL「松雞」）、機槍筴艙（例如LZS-12,7的WLKM搭載型）和固定及便攜式高火力價值兵器上，以其高射速和大威力的「彈幕」式密集火力有效毀傷敵步兵戰車、裝甲運輸車、輕型艦艇等移動目標；殲滅暴露或隱藏在輕型野戰掩體後的敵集群有生目標，壓制火力點，封鎖要道；必要時還可作為步兵的防空火力，打擊武裝直升機等低空目標。

## 外部連結
- （英文）—12,7 mm multi-barrel machine gun WLKM | Small arms and remote weapon systems | Offer | ZM TARNÓW
- （波兰語）—altair.com－40-lecie OBRSM Tarnów （页面存档备份，存于）